# ライツ・オブ・ホーム
「ライツ・オブ・ホーム」（Lights of Home）は、U2が2017年に発表した『ソングス・オブ・エクスペリエンス』に収録されている曲で、シングルリリースされた。

## 概要
2016年にボノが経験した”深刻な健康の危機”をテーマにした曲。
2014年2月、アイルランドでは大人気のダブリンのバンドAslanのボーカル・クリスティー・ディグナムが”Gpaul1972”というU2ファンに、ボノの家を訪問した時のことを話したのだが、この時クリスティ―は健康に問題を抱えていた時に死にかけ、その死の淵から戻ってきた時に光を見たという話をした。するとボノは車に戻って自分のiPadを持ってきたのだが、そのiPadにはThe Lightというタイトルの新曲の歌詞が入っていたのだという。

そして2017年9月のローリングストーン誌のインタビューでエッジは以下のように述べている。
アルバム制作のプロセスについて話すと、まず核となる曲を配置することからゆっくり始めて、それからそも周囲を固めていって、アルバム全体の性格を掴んでいくんだ。僕にとって突破口となった曲はThe Lights in Front of Meという曲だ。現在はThe Lights of Homeと呼ばれているけどね。本当に凄いロックンロールソングなんだけど、少しレトロでもある。大好きだったんだけど、まだ発展途上にあった時にジャックナイフ・リーがより生々しいアレンジを施して形になった。さらにドラムのパートに問題があったんだけど、ラリーが手を加えて、現代的なプロダクションの原則の上にとても面白くて美しい人間的なドラムを乗せたんだ。レコーディングしてみると、本当に迫力があってね。とてもモダンで、ロックというより、ヒップホップもしくはリズム・アンド・ブルーズの影響が垣間見える。とにかくときにそんなちいさなことで物事はどうにかなるもんなんだよ。
「The Light」が「The Lights In Front of Me」ないし「（The）Lights of Home」になったのかどうかは不明だが、死の淵から生還した心境を歌った曲ということでは共通点がある。
この曲のメインリフはハイム3姉妹からなるアメリカのインディーズ・バンドHaimの2014年のシングル「My Song 5」を元にしている。ボノがヒップホップみたくサンプリングをやりたかったのだという。またハイム3姉妹は2016年7月にこの曲のコーラス部分を吹き込んでいる。 
2018年4月1日のレコード・ストア・デイに「Studio Version」「St Peter's String Version」「Free Yourself / Beck Remix」が収録された12インチレコードシングルが限定リリースされた。なお「St Peter's String Version」はアルバムのデラックスエディションに収録されており、「Free Yourself / Beck Remix」はその後デジタルリリースされた。

## リミックス
- Beck Remix(2018)

by Beck